# 막달레나공동체
1985년, 천주교 신자였던 이옥정 대표는 '아몰'의 현장 교육을 통해 문 요안나 수녀를 만났고 서유석 신부와 뜻을 모아 서울가톨릭사회복지원의 지원으로 서울 용산구에 성매매 여성들의 쉼터, 막달레나의 집을 설립했다. 막달레나의 집은 2005년 여성부에 등록된 사단법인 ‘막달레나 공동체’로 개편되었고, 쉼터 기능을 하던 막달레나의 집은 2018년 문을 닫은 상태다. 현재 위기여성지원을 위한 드롭인센터, 정부 정책으로부터 소외된 중고령여성 지원, 여성자활을 지원을 일환으로 퇴소자지원을 위한 그룹홈, 성매매대안활동을 추구하는 연구사업인  '용감한 여성연구소', 위기의청소녀의 몸과 마음을 치유하는 진료소 십대여성건강센터'나는 봄' 등의 활동을 하고 있다.

## 연혁
- 1985.07.22 막달레나의 집 개원. 서울가톨릭사회복지회 지원. 
  - 설립자:문애현수녀, 이옥정, 서유석신부(서울 용산구 한강로2가 349번지)
  - 현장상담 및 드롭인센터 시작(이후 쉼터로 전환)

- 1987.05.10 성매매 피해 여성 보호서비스를 위한 주거공간 확보
  - 전국 최초 성매매피해여성 및 가정폭력·성폭력 피해여성과 가출여성 보호 시작. (서울 용산구 한강로3가 40-416호)

- 1989 서울 가톨릭여성사목위원회 구성, 가입 (현 서울 가톨릭 여성 복지협의회)
- 1992 성매매피해여성을 위한 24시간 전화상담 시작
- 1999 막달레나의 집 운영위원회 조직(운영위원장, 서유석 사도요한 신부)

- 2000 서울가톨릭사회복지회 등록단체 인준
  - <막달레나, 막달레나>영상제작 (장수하늘소)
- 2001 막달레나의 집 조건부 신고시설 등록(주관부처:여성부)
- 2001 보듬네(일명 시골집)건립시작
- 2002 보듬네(일명 시골집)완공 및 축복미사 : 탈성매매 중고령여성 및 장애 여성 대상 중장기 쉼터
- 2003 막달레나의 집 조건부 신고시설 등록(여성가족부)
- 2003~ 2005 국내최초 성매매피해여성대상의 <탈성매매 자활지원시범사업> 수행(여성가족부지원)
- 2004.06~2010.12 현장상담센터(상담소 ‘이나’)운영
- 2004 ~ 현재 용감한여성연구소  설립‧운영 (용산성매매집결지 현장연구를 위한 연구작업, 출판사업)
- 2004.12~2012.6 ‘너른쉼터’ 운영(서울시 다시함께 집결지 재개발에 의한 프로젝트)
- 2005 쉼터이전(서울 용산구 청파동135-9) 및 일반지원시설 등록
- 2005.11.04. 사단법인 막달레나공동체 창립총회 개최 및 법인 여성부등록(대표 이옥정. 주사무소: 인천 강화군 불은면 삼동암리 139-6)
- 2005.09~2008.12 용산 성매매집결지 현장지원센터 운영(여성가족부 지원)
  - 현장지원센터 내 ‘햇살고운진료소’운영(치과/가정의학과) (2005.09 ~ 2006)
- 2005.07.22 막달레나의 집 설립20주년 기념행사(꾸르실료 교육관)
- 2006 사진전 <모든 것이 되는 시간들> 개최 (인사동 갤러리 블루)
  - 막달레나 쉼터와 강화 보듬네 식구들 참여
- 2007.04 강화쉼터 보듬네 운영 중지 (사회복지사업법개정에 근거)
- 2008 후원회 조직(지도신부: 홍근표 바오로 신부)
  - 본당모금행사 시작
- 2008 ~ 현재 SH, LH 공사 위탁 다가구 주택 그룹 홈 운영(효창동그룹홈 시작 후 현재 마포구 망원동과 동작구 상도동 그룹홈 4개호)
- 2010.01~2011. 03 탈성매매여성 일자리 마련을 위한 서울예비사회적 기업 ‘동고리사업단’  : 국수가게 운영
- 2011. 04 판도라 사진 모임 2기 출범
- 2013.05 강화교육센터 리모델링 및 운영 시작
- 2013.07 서울시립청소녀건강센터 ‘나는 봄’ 개소 (서울시 위탁. 현 서울시립십대여성건강센터)
- 2017.12 막달레나의 집(쉼터), 시설조건미비로 인한 운영 종료
- 2017. 12 막달레나공동체 법인 사무실 이전(마포구 합정동)
- 2018. 02 이옥정 대표 퇴임 및 서유석 신임대표 선출
- 2019. 05 (사)막달레나공동체 운영위원회 구성
- 2019. 10 막달레나공동체 법인 서울 은평구 소재 건물매입. 서울 은평구 서오릉로 10길15, 주사무소 이전
- 2020. 01 막달레나 드롭인센터 미신고 상태로 운영시작
- 2020.09.01 서유석 대표 퇴임 및 이옥정 대표 취임
- 2021.2.19 총회에서 추대
  - (사)막달레나공동체 지도신부 홍근표(바오로)
  - (사)막달레나공동체 후원회 지도신부 김효성(요셉)
- 2023. 2. 17 총회에서 추대 및 승인
  - 이사 홍근표/김효성/홍경임/이희영/김왕열/설현천/김의석/김진선

## 주요활동
- 1986.10 성매매 근절을 위한 한소리회 조직 및 용산 성매매 집결지 아웃리치 시작
- 1987.05.10 성매매 피해 여성 보호서비스를 위한 주거공간 확보
  - 전국 최초 성매매피해여성 및 가정폭력·성폭력 피해여성과 가출여성 보호 시작. (서울 용산구 한강로3가 40-416호)
- 1988~1995 용산 성매매 지역 청소년 대상 배론 글방  운영
- 1992 성매매피해여성을 위한 24시간 전화상담 시작
- 1999 전‧현직 성매매여성들의 집단 상담 훈련 시작
  - <성매매여성의 인간관계개선훈련> 프로그램 개발
    - 사회복지공동모금회 우수 프로젝트 선정

  - 다큐멘터리<꿈에 관한 보고서>(대통력직속 여성특별위원회 지원)
    - 한소리회와 공동제작, 세종문화회관 상영
- 2002 보듬네완공: 탈성매매 중고령여성 및 장애 여성 대상 중장기 쉼터
  - 국내최초 <전‧현직 성매매여성 필드워커 양성을 위한 동료교육프로그램> (성매매피해 여성의 인권‧복지향상) 개발 및 수행 : 필리핀 연수
- 2003 막달레나의 집 조건부 신고시설 등록(여성가족부)
  - <전‧현직 성매매여성 필드워커 양성을 위한 동료교육프로그램> 
    - 심화과정 : 미국 샌프란시스코 연수. 세이지(SAGE)방문
    - (*SAGE(Standing Against Global Exploitation): 미국 캘리포니아주 샌프란시스코의 성매매여성지원 시민단체)
    - The SAGE Project, Inc. | San Francisco CA
- 2004 ~ 현재 용감한여성연구소  설립‧운영 (용산성매매집결지 현장연구를 위한 연구작업, 출판사업)
- 2005.09~2008.12 용산 성매매집결지 현장지원센터 운영(여성가족부 지원)
  - 현장지원센터 내 ‘햇살고운진료소’운영(치과/가정의학과) (2005.09 ~ 2006)
- 2007.01~2010.12 이태원 클럽 밀집지역 실태조사 및 현장 활동
  - 이태원 클럽 밀집 지역 여성들을 위한 드롭인 센터 및 사랑방 운영
  - 이태원 지역 성매매에 대한 현장활동단체의 개입방안모색을 위한 실태조사 사업
  - 이태원지역 클럽종사여성들을 위한 사랑방 프로젝트  “women+ space=empowerment” (한국여성재단 지원)
  - “Writing 이태원: 후커 힐, 이태원이야기”
- 2008 용산 성매매집결지 구술사 프로젝트 <기억의 지도그리기> (Mama Cash 기금연구비 수주)
- 2009. 01 용산집결지 여성 대상 판도라 사진 프로젝트 1기 출발
- 2009.10~2011.01 미국 웰슬리대학 여성학과, 동아시아 문화학과 주최 심포지움에 주제 발표<주변에서 글로벌 코리아를 상상하기: 젠더, 섹슈얼리티, 그리고 사회변화> “성판매여성의 공간경험과 젠더화된 섹슈얼리티 위계” (원미혜) 
  - 심포지움 참석 (이옥정, 김애령, 이희영, 원미혜, 박현숙)
  - 웰슬리대학교 동아시아 문화학과 ‧ 용감한 여성연구소 공동주최 판도라 사진전 개최 <우리의 삶, 우리의 공간: 여성들의 눈으로 본 성매매집결지> (Our Lives, Our Space: Views of Women in Red-light District)
  - 판도라 사진전(뉴욕대학, 피츠버그 대학, 콜롬비아 대학, 홍콩대학)
  - 홍콩대 세미나 참석 “판도라 사진 프로젝트와 photo voice 방법론” 발표 (용감한 여성연구소 연구위원 이옥정, 쳉실링, 원미혜, 김애령, 김숙현 참석)
- 2013.07 서울시립청소녀건강센터 ‘나는 봄’ 개소 (서울시 위탁. 현 서울시립십대여성건강센터) .
- 2020. 01 탈북‧이주 성매매 피해 여성 지원 사업 시작(바보의 나눔 지원)
- 2020.04.29 종로3가 중고령여성 지원사업시작 (바보의 나눔 지원)
  - 소곤소곤사랑방(종로3가) 개소
- 2020.11.9~11.19 판도라 사진전. <우리가 지나쳐 온 그녀들의 공간> 이화여대 한국여성연구원, 제1회 이화-현우 여성과 평화학술상 기념전시회 참가

## 출판
- 용감한 여성들, 늑대를 타고 달리는 : “일과 삶, 그리고 억압과 질곡을 겪어내는 당당한 주체”로서 여성을 그려내는 이 책은 다큐멘터리와도 같은 여덟 편의 글을 통해 ‘당위’가 놓쳐버린 것이 무엇인지 돌아보게 한다.
- 탈성매매 미래를 준비하는 여성들 : 탈성매매 지활지원사업<전/현직 성매매여성의 전업을 위한 훈련시스템 운영 및 모형화 개발사업>의 진행기록으로 전, 현직 성매매여성 10명과 함께 진행한 전업에 관한 인식조사 결과, 샌프란시스코 성매매 대안 프로그램 탐방 기록 등이 담겨 있다.
- 성매매 관련 법률 안내서 : 성매매방지법에 대한 설명과 피해자들이 겪고 있던 법률적인 문제들을 정리하고, 성매매 관련 판례와 수사실무자료를 모아 성매매피해자들과 이들을 조력하는 법률지원 및 현장활동 실무자들에게는 도움을 주고자 만들어 진 책이다.
- 성매매로부터의 탈주, 그리고 전업 : 성산업 공간에서의 경험, 미래에 대한 생각, 전업에 대한 인식, 성매매방지법 시행과 그에 따른 지원 방안에 대한 의견을 묻는 설문조사의 연구 결과
- 밥이 되고, 희망이 되고, 삶이 된 마음들 : 막달레나의 집 설립 20주년을 맞아 이 집을 거쳐 간 여성들, 후원자, 실무자, 자원봉사자들이 함께 지은 책
- HIV AIDS 예방교육 메뉴얼 : 성산업 안에 있는 여성들이 질병에 놓이는 특별한 조건 속에서 모든 여성들이 더 건강하게 살 권리를 갖기 위해 현장에서 활용할 수 있는 교육 매뉴얼
- 동료교육에서 희망을 본다(용감한 여성들, 필드워크하다 개정증보판) : 용산 지역 성판매여성 등 일곱 명을 대상으로 했던 2002년 필드워커 양성 프로젝트의 추진과정과 동료교육에 관한 사례적, 이론적 접근을 돕는 외국의 여러 논문들을 소개한다.
- 경계의 차이 사이 틈새 : 성매매 공간의 다면성과 삶의 권리를 다룸
- 붉은 벨벳앨범 속의 여인들 : 막달레나의 집이 3년간 지속했던 전업에 관한 인식조사의 일환으로 기획된 이 책은 2007년 폐쇄가 예고된 용산성매매집결지 여성들의 심층인터뷰 기록으로 성매매, 지역, 전업, 소중한 추억 나아가 삶 전반에 관한 이야기가 밀도감 있게 그리고 있다.
- 막달레나, 용감한여성들의 꿈집결지 : 막달레나의 집 설립배경에서부터 이 집을 거쳐 간 수많은 여성들의 삶이 담겨 있는 책으로 이옥정대표의 이야기를 통해 탄력적이며 열려 있는 현장 활동 방식이 생생하게 그려진다.
- 판도라사진프로젝트 : 『판도라 사진 프로젝트』는 지금은 사라진 용산역 앞 성매매집결지를 중심으로 그곳에서 일해온 중장년 여성들이 함께 했던 사진 모임이다. 2009년 1월 시작한 사진 모임은 집결지가 철거되고, 모임에 참여한 여성들이 지역을 떠나 새로운 지역에 정착한 이후인 2012년 3월까지 진행되었다. 초기에는 성매매집결지의 다양한 모습들을 찍었으며, 그곳이 사라지는 과정, 이사해서 새로 정착하게 된 곳에서의 적응 과정 등을 사진에 담아냈다.